# جان واکر (ورزشکار)
جان واکر (انگلیسی: John Walker; ۴ ژانویهٔ ۱۸۹۱ – ۲۲ ژوئیهٔ ۱۹۵۲) از برندگان مدال‌های المپیک تابستانی اهل بریتانیا بود.